# Kindberg
Kindberg je rakouské město, ležící v okrese Bruck-Mürzzuschlag, ve spolkové zemi Štýrsko (německy Steiermark). V lednu 2016 zde žilo 8126 obyvatel.

## Popis
Město tvoří celkem osm místních částí, jimiž jsou:
| Jméno                    | Obyvatel |  |  | Jméno       | Obyvatel |
| ------------------------ | -------- |  |  | ----------- | -------- |
| Allerheiligen im Mürztal | 278      |  |  | Leopersdorf | 472      |
| Edelsdorf                | 373      |  |  | Mürzhofen   | 954      |
| Jasnitz                  | 220      |  |  | Sölsnitz    | 107      |
| Kindberg                 | 5356     |  |  | Wieden      | 489      |

Počet obyvatel je k 1. lednu 2015.

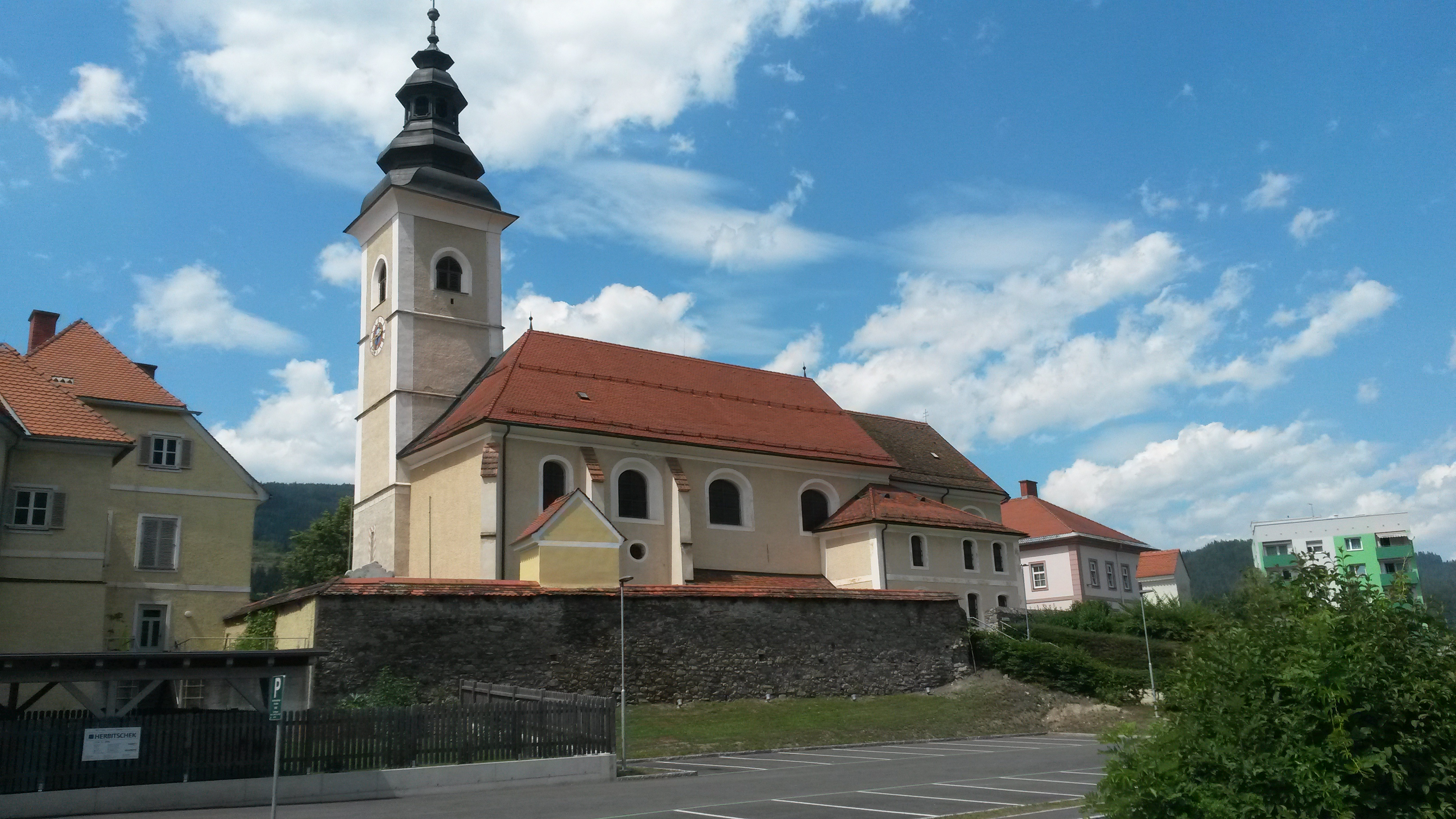
Kindberg – Farní kostel

Celková rozloha území města je 90,51 km². Většina místních částí města leží v údolí řeky Mürz v nadmořské výšce zhruba od 575–525 m.
Na sever i na jih od údolí se území města zvedá do hor, v nichž nadmořská výška dosahuje více než 1400 m. Na severu jsou to hory Töllmarkogel (1366  m n. m.) a Troiseck (1466  m n. m.), jejichž vrcholky jsou v sousední obci.
Na jihu je to pak hora Schwarzkogel (1448 m n. m.)

## Sousední obce
Město sousedí s těmito obcemi: Sankt Barbara im Mürztal na severu a na východě, Sankt Marein im Mürztal a Stanz im Mürztal na jihu jihozápadě, Sankt Lorenzen im Mürztal a Turnau na západě.

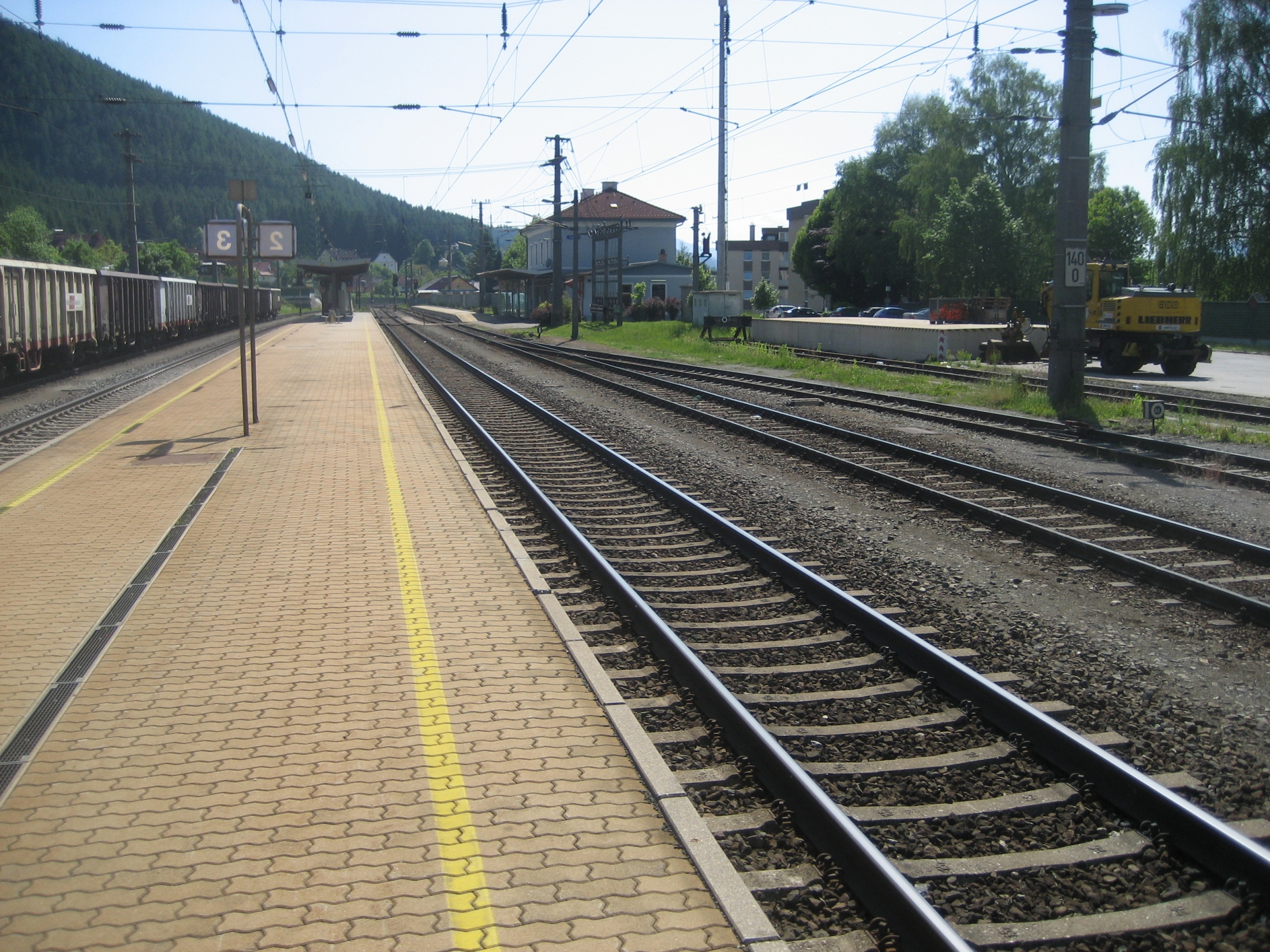
Kindberg – železniční stanice

## Doprava
Ve směru od severovýchodu na jihozápad prochází městem rychlostní silnice S6 (Semmering Schnellstrasse), která umožňuje spojení s okresním městem Bruck an der Mur, které je vzdáleno zhruba 17 km. Nájezd na S6 je možný na třech místech města.
Ve stejném směru prochází městem také frekventovaná železniční trať Südbahn. V městské části Kindberg je velká železniční stanice.

## Zajímavosti
- Zámek Oberkindberg v místní části Kindberg
- Katolický kostel sv. Jana Křtitele v místní části Mürzhofen

## Politika

### Partnerská města
- Vösendorf v Rakousku